# فالنسيا ميستايا
فالنسيا ميستايا هو نادي كرة قدم إسباني أٌسس عام 1944. يلعب النادي في الدوري الإسباني الدرجة الثانية بي.